# نهر حمود (أبشار)
نهر حمود (بالفارسية: نهرحمود) هي منطقة سكنية تقع في إيران في أبشار. يقدر عدد سكانها بـ 138 نسمة بحسب إحصاء 2016.